# Antonee Robinson
Antonee „Jedi” Robinson (ur. 8 sierpnia 1997 w Milton Keynes) – amerykański piłkarz grający na pozycji lewego obrońcy w klubie Fulham oraz reprezentacji Stanów Zjednoczonych. Posiada także obywatelstwo brytyjskie.

## Kariera klubowa
Robinson rozpoczynał swoją karierę w Evertonie. Występował tu przez 7 lat w drużynach juniorskich. W 2015 roku został włączony do pierwszej drużyny, ale nie rozegrał w niej ani jednego meczu ligowego. Był za to dwukrotnie wypożyczany, do Bolton Wanderers i Wigan Athletic. W 2019 przeniósł się do tego klubu na stałe. W 2020 został zawodnikiem Fulham. W pierwszym sezonie spadł z klubem z Premier League. W sezonie 2021/22 wygrał z klubem EFL Championship i powrócił do najwyższej ligi angielskiej.

## Kariera reprezentacyjna
Robinson zdecydował się reprezentować USA, chociaż miał również możliwość grania dla Anglii. Zanim zadebiutował w dorosłej kadrze, występował w drużynach U-18 i U-23. W pierwszej reprezentacji Stanów Zjednoczonych zadebiutował 28 maja 2018 w meczu z Boliwią. Pierwszą bramkę w drużynie narodowej zdobył 8 września 2021 w starciu z Hondurasem. W 2021 roku wygrał z reprezentacją Ligę Narodów.